# 橋渡し研究
橋渡し研究（はしわたしけんきゅう、英: translational research）とは、主に医学や生物学における基礎研究の成果の中から有望な知見を選び出し、通常の医薬品や医療機器の開発に要する試験物製造から臨床研究に至るまでの工程を一体的に捉えた開発戦略を策定することにより、効率的･効果的に医療としての実用化につなげることを目的とする医学研究の一領域である。

## 歴史
"Translational research"の語は、北米で1993年頃から用いられ、2003年に[アメリカ医学研究所]の臨床研究円卓会議(Clinical Research Roundtable)において、次の2群に分けて定義された。現在では狭義にT1を指して橋渡し研究と呼ばれている。
- T1 研究室で得られた疾患メカニズムの知見を、診断･治療･予防の新技術へと発展させ、ヒトにおける最初の試験につなげる研究
- T2 臨床試験の結果を日常の診療行為や治療方針の決定につなげる研究[2]

日本では2001年頃から他職種・産学協同による研究開発基盤整備の必要性が訴えられており、2003年ごろから本領域に「橋渡し研究」の訳語を当てるようになった。「第3期科学技術基本計画」（平成18年3月28日閣議決定）重点推進4分野のひとつ「ライフサイエンス」において橋渡し研究の重要性が謳われたことを踏まえ、平成19年度から文部科学省により5ヵ年の「橋渡し研究支援推進プログラム」が策定された。(1)橋渡し研究を支援する機関の充実強化、(2)人材の確保・登用・育成、(3)橋渡し研究に必要な研究費の確保、の3点を核として全国7拠点の整備が行われた。これまでの成果としてがんのウイルス療法や脳梗塞に対する細胞治療などの臨床試験が行われている。引き続き「第4期科学技術基本計画」（平成23年8月19日閣議決定）においても充実・強化の重要性が認められ、新たに5ヵ年の「橋渡し研究加速ネットワークプログラム」として継続が決定した。北海道臨床開発機構（北海道大学、札幌医科大学、旭川医科大学）、東北大学、東京大学、京都大学、大阪大学、九州大学の6拠点＋新たに1拠点を公募している。

シーズと呼ばれる有力分野の策定は文部科学省と厚生労働省とが連携して、主に免疫・脳・ゲノム・がん・遺伝子多型・発生研究などの基礎研究分野から選定して橋渡し研究を進め、逆に臨床的必要性の高い研究領域（ニーズ）は主に厚生労働省によって基礎研究の充実を呼びかけている。

## 重点領域
- 非臨床試験段階としての安全性データなどの蓄積
- 使用する試料の高純度化・大量製造化
- 臨床効果に対する科学的説明
- 実用化に必要な技術の定型化
- 中核機関への臨床研究データの集積